# Comuna Gurasada, Hunedoara
Gurasada (în maghiară: Guraszáda, în germană: Gurasaden) este o comună în județul Hunedoara, Transilvania, România, formată din satele Boiu de Jos, Boiu de Sus, Cărmăzănești, Câmpuri de Sus, Câmpuri-Surduc, Dănulești, Gothatea, Gurasada (reședința), Runcșor, Ulieș și Vica.

## Demografie
Componența etnică a comunei Gurasada
     Români (92,71%)
     Alte etnii (0,42%)
     Necunoscută (6,87%)
Componența confesională a comunei Gurasada
     Ortodocși (80,55%)
     Penticostali (7,63%)
     Adventiști (2,85%)
     Alte religii (1,68%)
     Necunoscută (7,29%)
Conform recensământului efectuat în 2021, populația comunei Gurasada se ridică la 1.193 de locuitori, în scădere față de recensământul anterior din 2011, când fuseseră înregistrați 1.492 de locuitori. Majoritatea locuitorilor sunt români (92,71%), iar pentru 6,87% nu se cunoaște apartenența etnică. Din punct de vedere confesional, majoritatea locuitorilor sunt ortodocși (80,55%), cu minorități de penticostali (7,63%) și adventiști (2,85%), iar pentru 7,29% nu se cunoaște apartenența confesională.

## Politică și administrație
Comuna Gurasada este administrată de un primar și un consiliu local compus din 9 consilieri. Primarul, Silviu Nan[*], de la Partidul Social Democrat, este în funcție din 2000. Începând cu alegerile locale din 2024, consiliul local are următoarea componență pe partide politice:
|  | Partid                    | Consilieri | Componența Consiliului | Componența Consiliului | Componența Consiliului | Componența Consiliului | Componența Consiliului | Componența Consiliului |
|  | ------------------------- | ---------- | ---------------------- | ---------------------- | ---------------------- | ---------------------- | ---------------------- | ---------------------- |
|  | Partidul Social Democrat  | 6          |                        |                        |                        |                        |                        |                        |
|  | Partidul Național Liberal | 3          |                        |                        |                        |                        |                        |                        |

## Monumente și atracții turistice
- Biserica "Sfântul Arhanghel Mihail" din satul Gurasada, construcție secolul al XIII-lea, monument istoric.
- Biserica de lemn "Sfânta Cuvioasă Paraschiva" din satul Boiu de Jos, construcție secolul al XVII-lea, monument istoric.
- Biserica de lemn "Sfinții Arhangheli Mihail și Gavriil" din Cărmăzănești, construcție 1741, monument istoric.
- Biserica de lemn "Sfinții Arhangheli Mihail și Gavriil" din Dănulești, construcție secolul al XVII-lea, monument istoric.
- Biserica de lemn "Intrarea Domnului în Ierusalim" din satul Gothatea, construcție secolul al XVII-lea, monument istoric.
- Biserica de lemn "Sfinții Arhangheli Mihail și Gavriil" din Câmpuri de Sus, construcție secolul al XVIII-lea.
- Conacul "Klobosischi" din Gurasada, monument istoric.
- Monumentul Eroilor (Troiță) din satul Boiu de Jos, monument istoric.
- Casa de lemn "Andrica Sinefta" din satul Boiu de Sus construită în secolul al XIX-lea, monument istoric.
- Rezervația naturală  "Calcarele de la Boiu de Sus".
- Defileul Mureșului (sit de importanță comunitară inclus în rețeaua europeană Natura 2000 în România).

## Personalități născute aici
- Silviu Dragomir (1888 - 1962), academician, istoric, om politic, membru titular al Academiei Române.

## Imagini

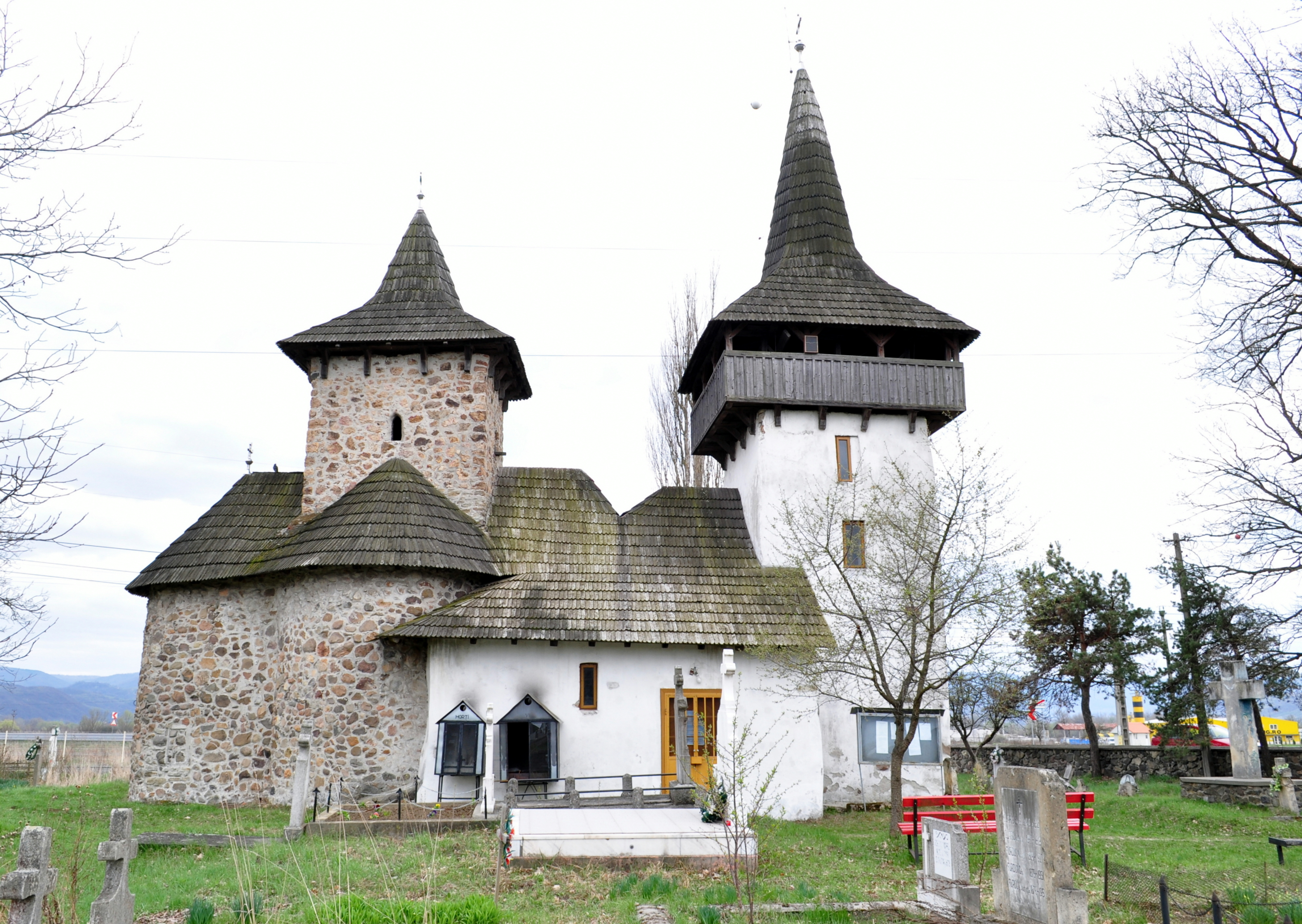
Biserica Arhanghelul Mihail din Gurasada (monument istoric)
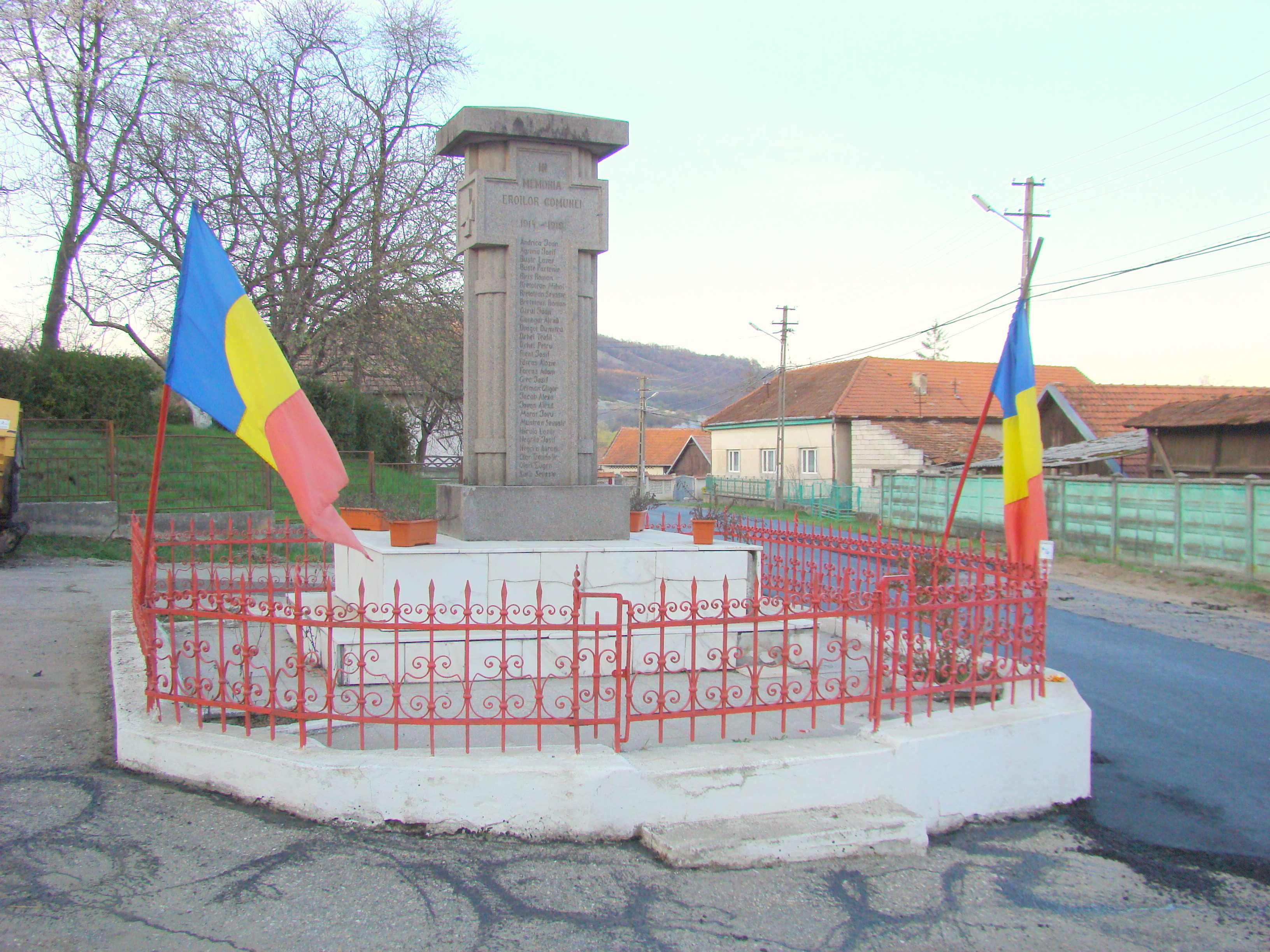
Monumentul eroilor din Gurasada
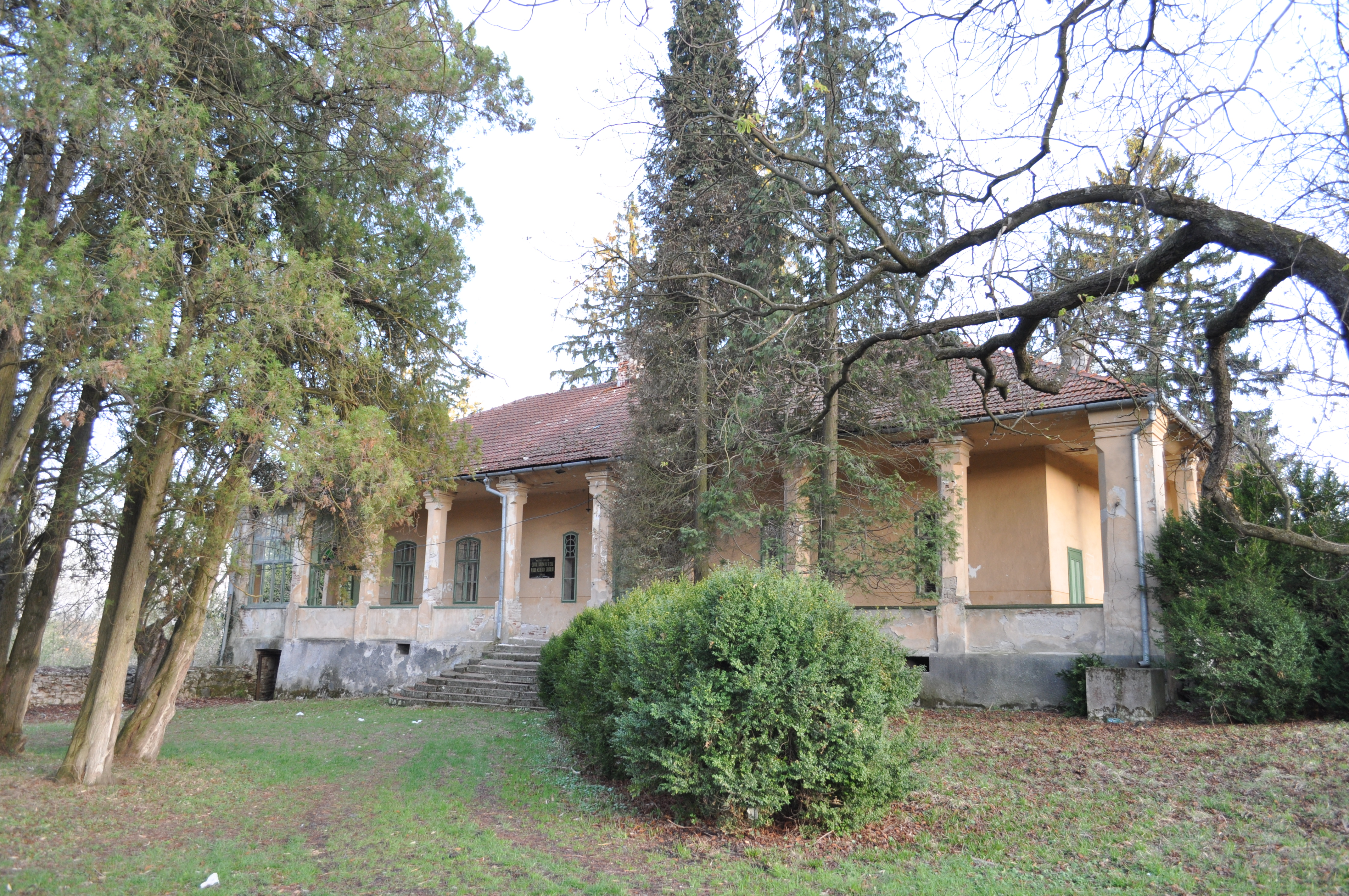
Conacul Klobosiski din Gurasada (monument istoric)
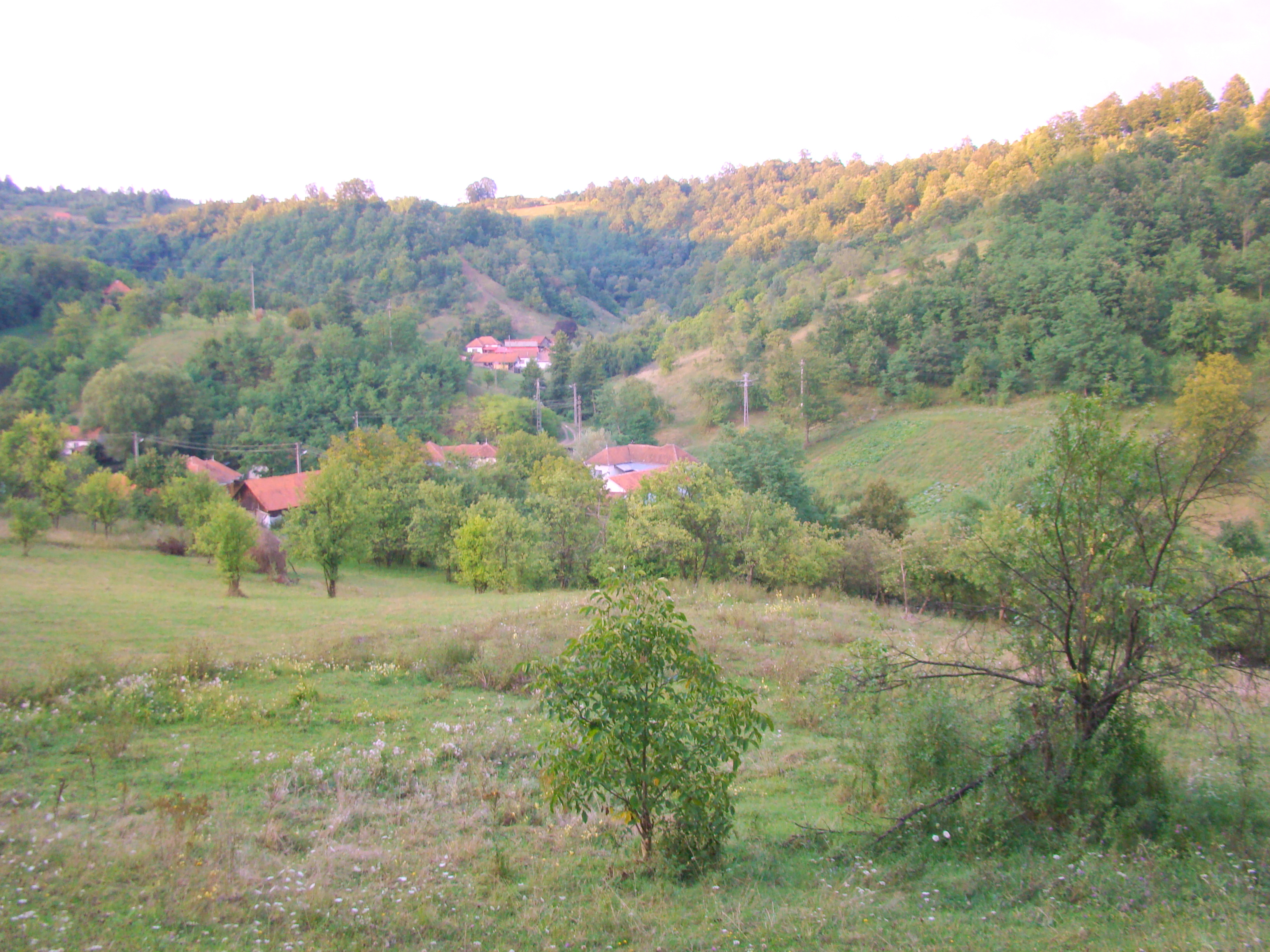
Boiu de Jos
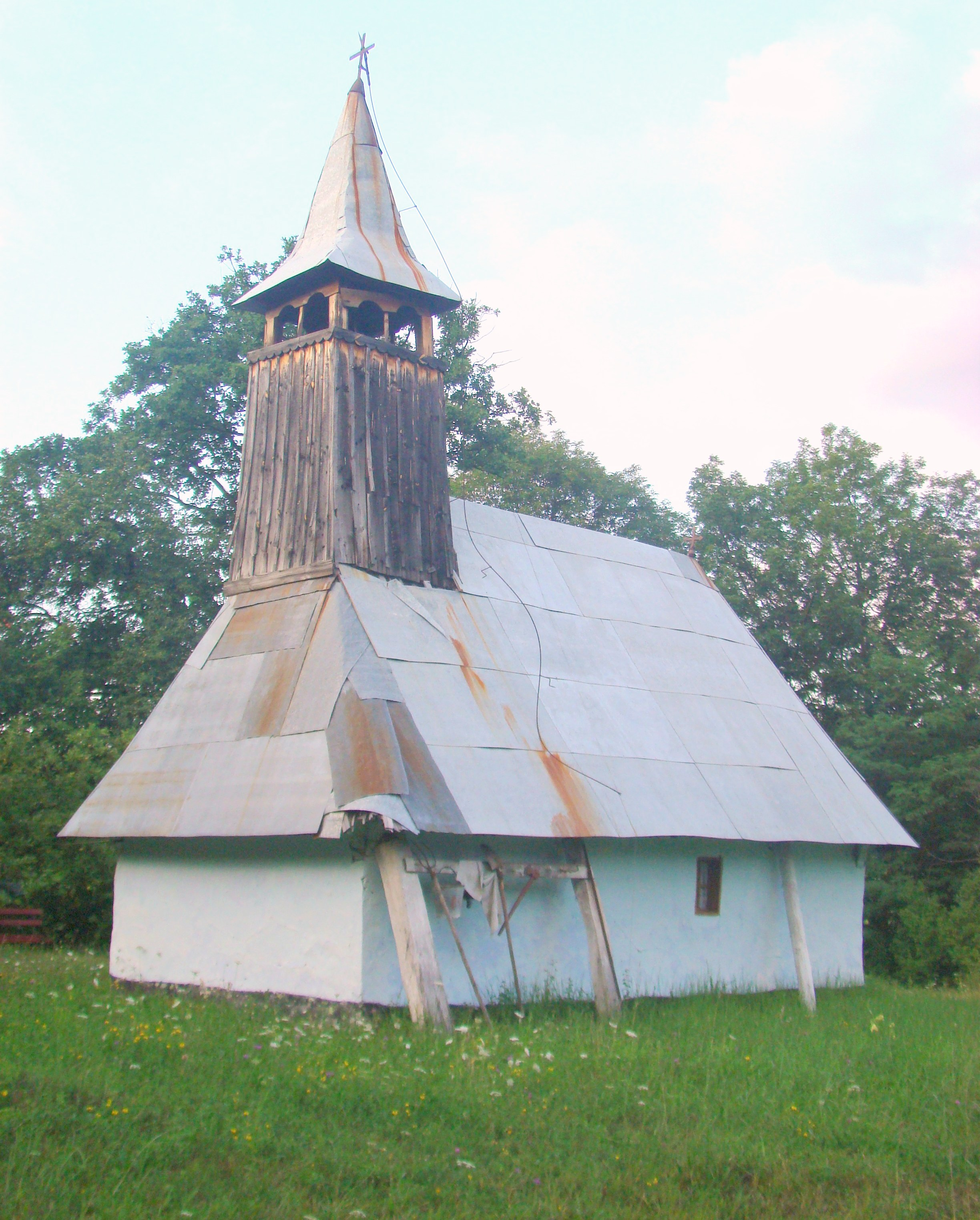
Biserica de lemn „Cuvioasa Paraschiva” din Boiu de Jos (monument istoric)
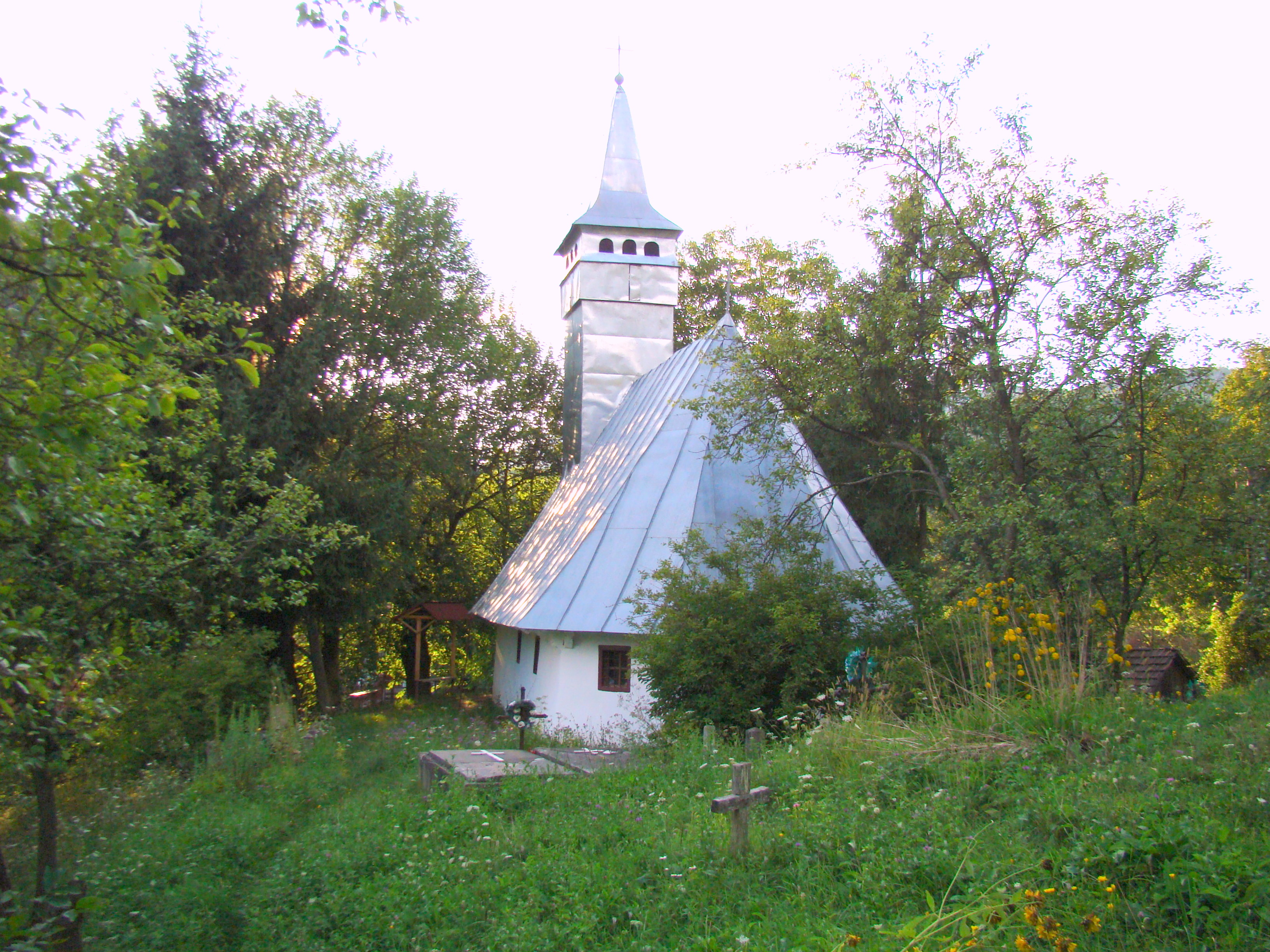
Biserica de lemn „Sfinții Arhangheli” din Cărmăzănești (monument istoric)
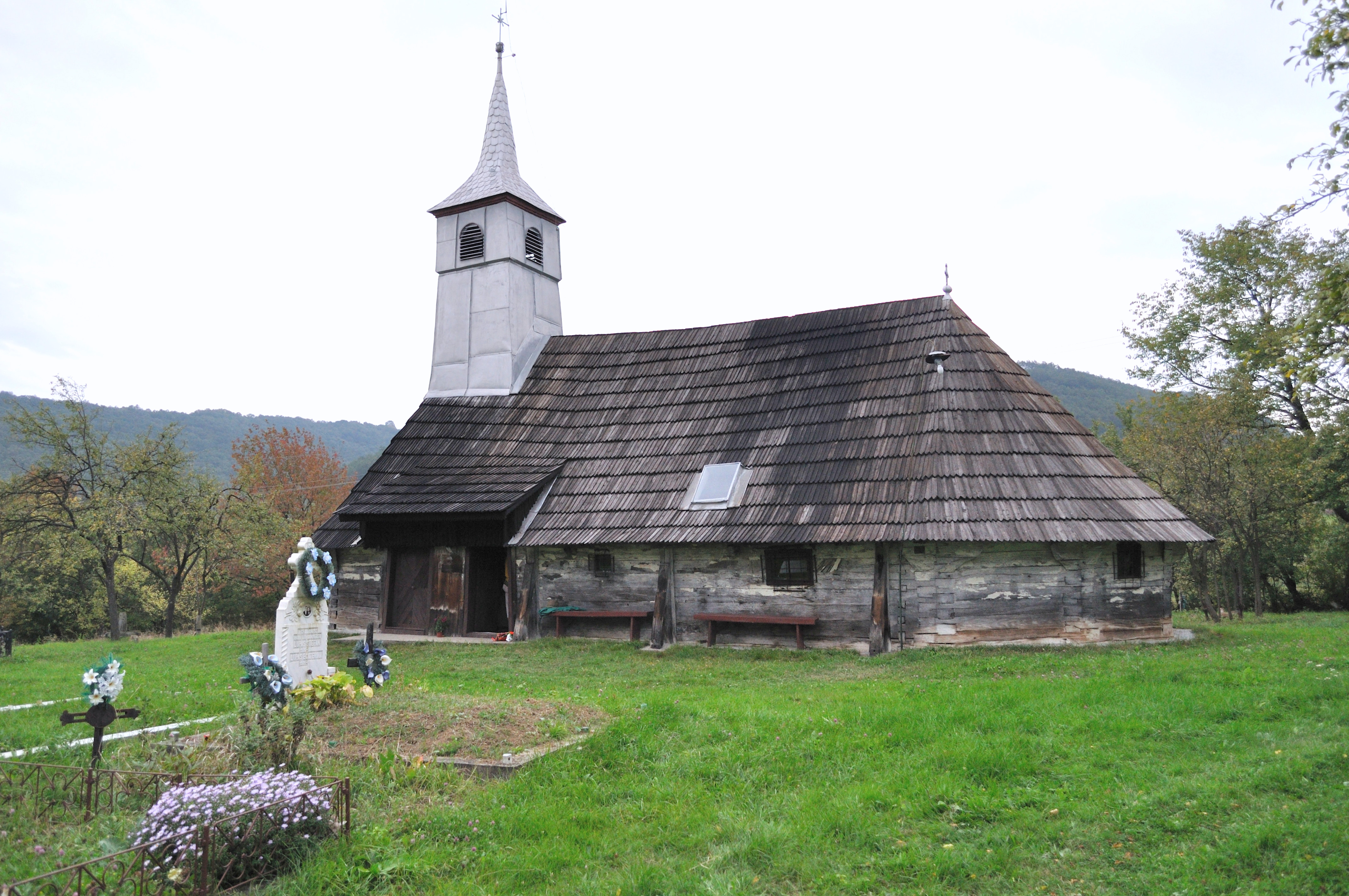
Biserica de lemn „Sfinții Arhangheli” din Câmpuri de Sus
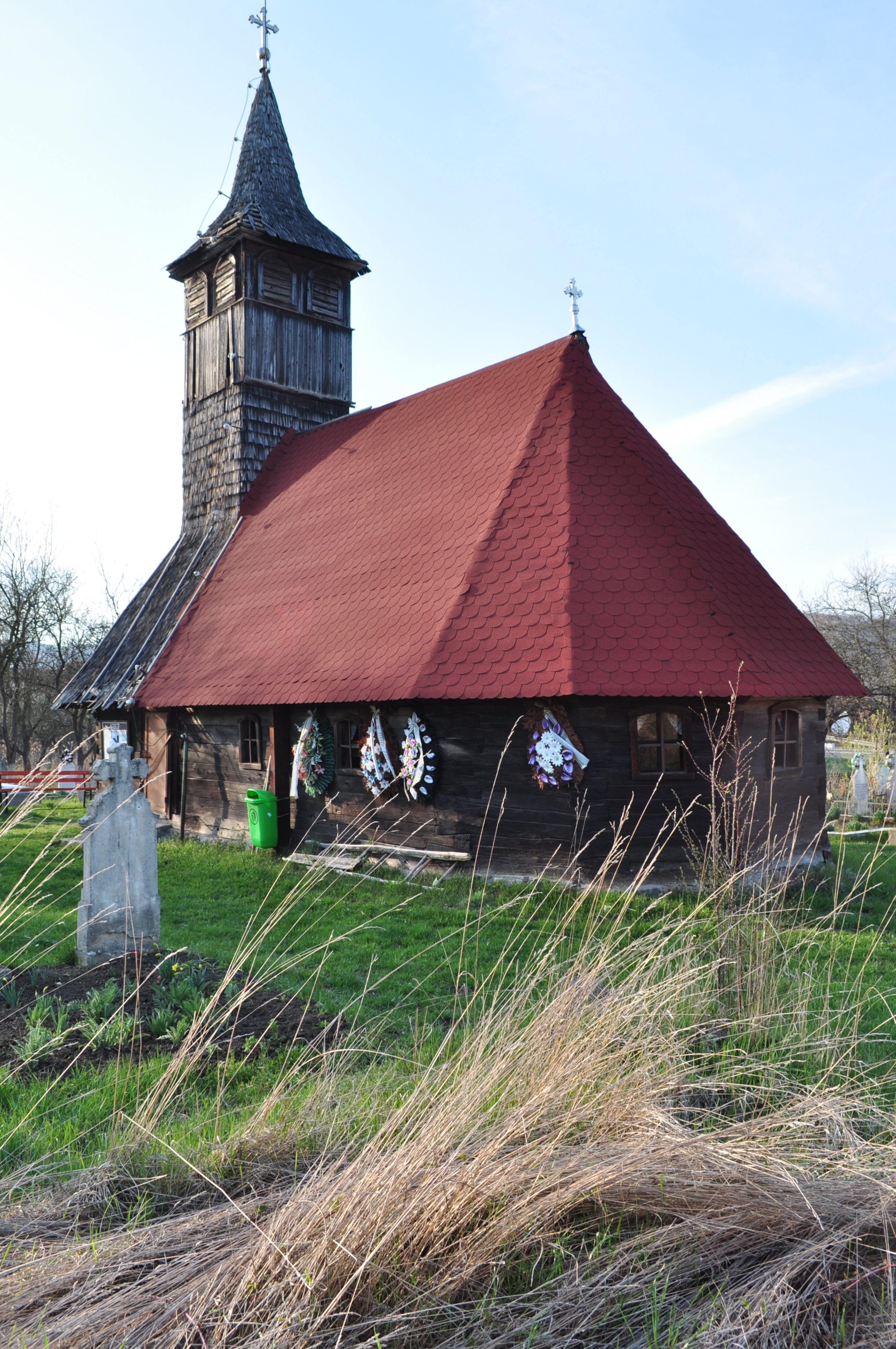
Biserica de lemn din Gothatea (monument istoric)
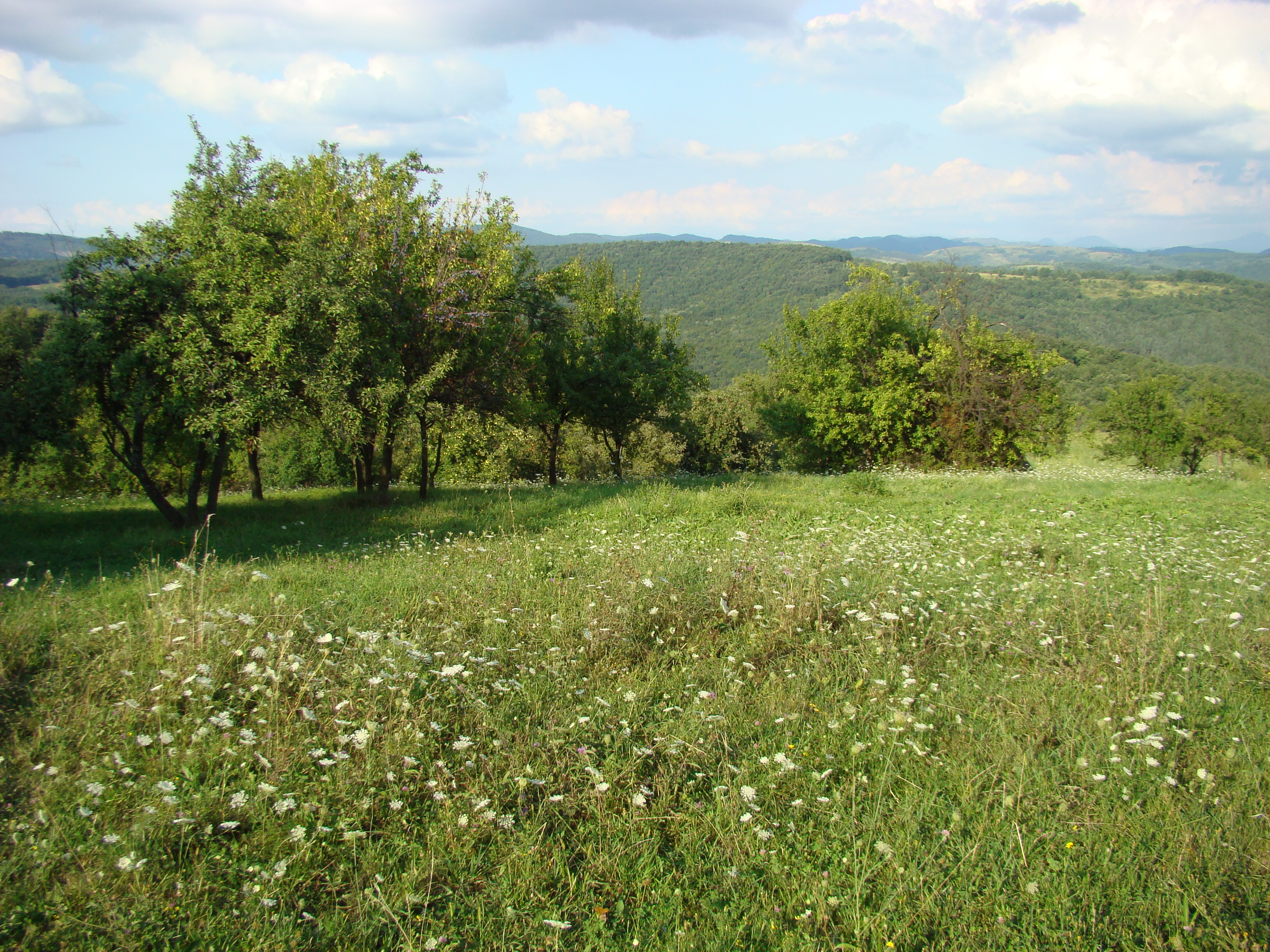
Runcșor
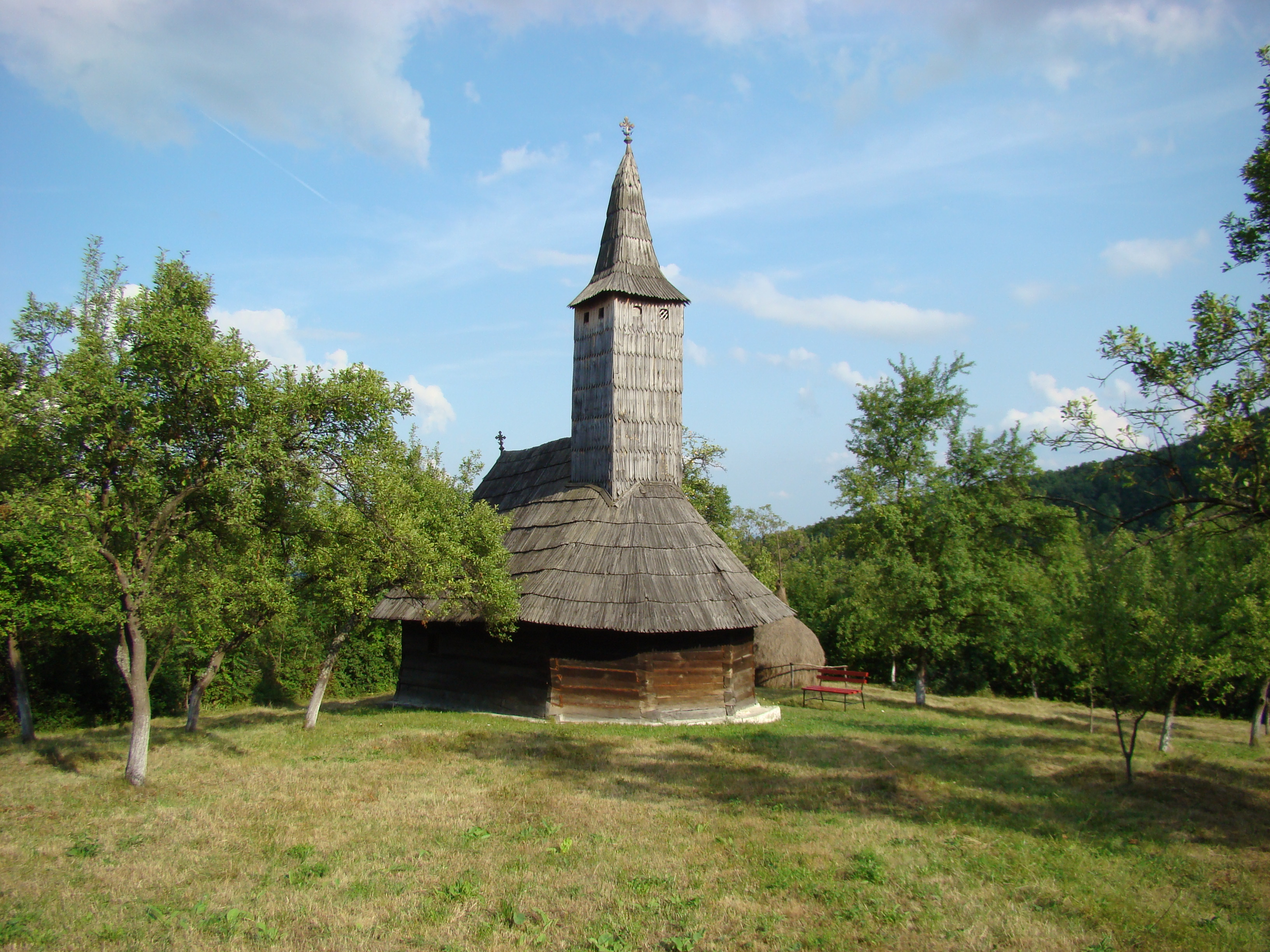
Biserica de lemn „Cuvioasa Paraschiva” din Runcșor (monument istoric)
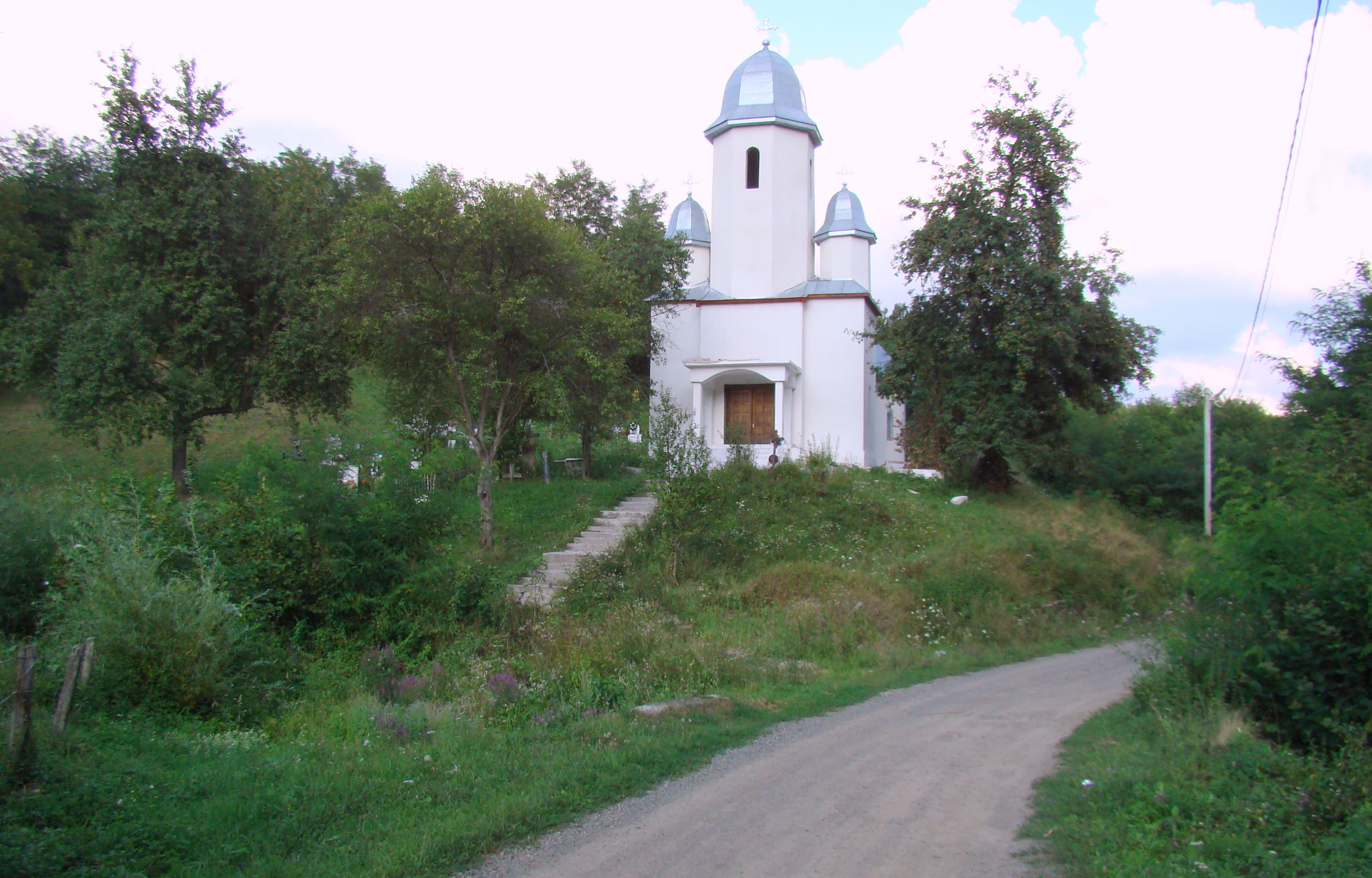
Imagine din satul Vica